# Calliephialtes lopezi
Calliephialtes lopezi là một loài tò vò trong họ Ichneumonidae.